# Zlot ZHP 1988
Zlot ZHP 1988 – zlot harcerski, nazywany popularnie Zlotem Grunwaldzkim, zorganizowany przez Związek Harcerstwa Polskiego w dniach 9–23 lipca 1988, na terenie województwa olsztyńskiego, z okazji 70 rocznicy powstania ZHP.  W zlocie wzięło udział ponad 21 tys. harcerzy. 
Kulminacyjnymi momentami Zlotu były: 
- 15 lipca, kiedy na Polach Grunwaldu odbywało się podsumowanie całorocznego współzawodnictwa „Drużyn Grunwaldzkich” i uroczyste wręczenie po raz pierwszy „Odznak Grunwaldzkich”
- 20–21 lipca, kiedy odbył się złaz, podczas którego wszyscy uczestnicy spotkali się na polu bitwy.

W uroczystościach w dniu 21 lipca uczestniczył Przewodniczący Rady Państwa generał Wojciech Jaruzelski.
Komendantem Zlotu był hm. PL Julian Nuckowski.
Od 1989 każdego roku w lipcu na Polach Grunwaldu odbywają się Ogólnopolskie Harcerskie Zloty Grunwaldzkie, organizowane przez Ogólnopolski Ruch Programowo-Metodyczny „Wspólnota Drużyn Grunwaldzkich” i Chorągiew Warmińsko-Mazurską ZHP.